# Ditassa obscura
Ditassa obscura är en oleanderväxtart som först beskrevs av Eugène Pierre Nicolas Fournier, och fick sitt nu gällande namn av Farinaccio och T.U.P.Konno. Ditassa obscura ingår i släktet Ditassa och familjen oleanderväxter. Inga underarter finns listade i Catalogue of Life.